# Pneuma

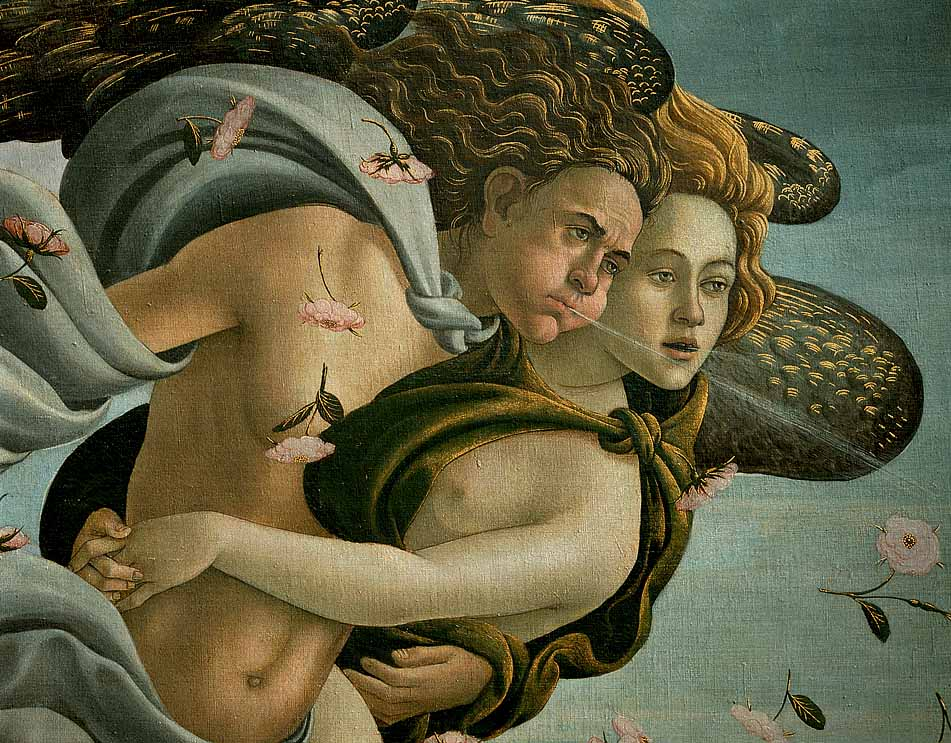
Detalle de El nacimiento de Venus (Botticelli, Uffizi de Florencia), en el que el viento Céfiro, con su soplo vital, fecunda a la diosa

Pneuma (πνεῦμα) es una palabra del griego antiguo que inicialmente significa "respiración", y que en contextos religiosos pasa a significar "espíritu" (spiritus en latín); concepto equivalente o diferenciado, según el caso, al de "alma" (ψυχή psique en griego -que inicialmente significaba "aliento de vida"-, anima en latín), y en cualquier caso diferenciado o incluso opuesto al de "cuerpo" (σὠμα soma en griego, corpus en latín).
Se emplea con distintos significados en los escritos médicos y filosóficos de la Antigüedad clásica, particularmente en su concepto fisiológico, y en las traducciones bíblicas de palabras hebreas como nefesh, ruaj y neshamá (en cambio basar, "cuerpo informado por un alma", habitualmente se traduce por "carne").

## Antigüedad clásica

### Presocráticos
Pneuma ("aire en movimiento, respiración, viento") es equivalente en el monismo material de Anaxímenes de Mileto a aer (ἀήρ, "aire") como el elemento que originó todo lo demás; siendo equivalente al término hindú prāṇa. Este uso es el primero que se hace del término en filosofía. Una cita de Anaxímenes observa que "así como nuestra alma (psyche), siendo aire (aer), nos mantiene juntos, así la respiración (pneuma) y el aire (aer) abarcan el mundo entero". En este uso temprano, aer y pneuma son sinónimos.

### Teoría médica griega antigua
En la medicina griega antigua, pneuma es la forma en que circula el elemento aire, necesario para el funcionamiento sistémico de los órganos vitales. Es la materia que sostiene la conciencia en un cuerpo. Según Diocles de Caristo y Praxágoras, el "pneuma psíquico" media entre el corazón, concebido como sede de la mente, y el cerebro.
Los discípulos de Hipócrates explicaron el mantenimiento del calor vital como la función de la respiración dentro del  organismo. Hacia el 300 a. C., Praxágoras descubrió la distinción entre las arterias y las venas. Como quiera que en el cadáver las arterias están vacías, a la luz de estos preconceptos fueron declaradas como las vías para el transporte del pneuma a las distintas partes del cuerpo. Una generación más tarde, Erasístrato convirtió estas ideas en base de una nueva teoría de la enfermedad y su tratamiento. El pneuma, inhalado del aire exterior, se desplaza a través de las arterias hasta que alcanza los distintos centros, especialmente el cerebro y el corazón, y allí causa el pensamiento y el movimiento orgánico.

### Aristóteles
El pneuma symphyton ("pneuma connato" o "congénito") de Aristóteles (Sobre la respiración -Περὶ πνεύματος Peri neúmatos en griego, De spiritu en latín-) es el "aire" móvil y cálido que en el esperma transmite la capacidad para la locomoción y ciertas sensaciones a la descendencia. Estos movimientos derivan del alma (psique) de los padres y son encarnados por el pneuma como una sustancia material en el semen. El pneuma aristotélico es necesario para la vida, y como en la teoría médica se le involucra en el "calor vital", pero se le define de una forma menos precisa y extensa que al de los estoicos.

### Estoicismo
En el estoicismo, pneuma es el concepto de "aliento de vida", una mezcla del elemento aire (en movimiento) y el elemento fuego (como calor). Para los estoicos, pneuma es el principio activo, generativo, que organiza tanto al individuo como al cosmos. En su más alta forma, pneuma constituye el alma humana (psychê), que es un fragmento del pneuma que es el alma de Dios (Zeus). Como una fuerza que estructura la materia, existe en los objetos inanimados. En su Introducción (1964) a las Meditaciones de Marco Aurelio, el sacerdote anglicano Maxwell Staniforth atribuye a Cleantes, quien desearía dar un significado más explícito al "fuego creativo" de Zenón, ser el primero en utilizar el término pneuma (spiritus) para describirlo. Como el fuego, este "espíritu inteligente" se imaginaba como una tenue sustancia parecida al aire común o a la respiración, pero que esencialmente posee la cualidad del calor; es inmanente en el universo como Dios, y en el hombre como alma y principio que da la vida.

## Judaísmo y cristianismo
En el uso que le da al término griego el judaísmo y el cristianismo (traducción helenística de la Biblia hebrea -lladada Septuaginta- y el Nuevo Testamento, en su mayor parte escrito directamente en griego), pneuma es equivalente a "espíritu"; aunque no siempre: así por ejemplo, en las traducciones de Juan 3:5-8, pneuma se traduce, según el contexto, por "viento" o por "espíritu" (wind, spirit -en la clásica traducción inglesa de la King James-):

5 Jesús le respondió [a Nicodemo ]: «Te aseguro que el que no nace del agua y del Espíritu no puede entrar en el Reino de Dios.

6 Lo que nace de la carne es carne, lo que nace de Espíritu es espíritu.
7 No te extrañes de que te haya dicho: «Ustedes tienen que renacer de lo alto».

8 El viento sopla donde quiere: tú oyes su voz, pero no sabes de dónde viene ni a dónde va. Lo mismo sucede con todo el que ha nacido del Espíritu»

En la primera aparición del término en la Biblia (Génesis, 1,2), las traducciones son muy diversas:

La tierra era algo informe y vacío, las tinieblas cubrían el abismo, y el soplo de Dios se cernía sobre las aguas. (Web del Vaticano)
Y la tierra estaba desordenada y vacía, y las tinieblas estaban sobre la faz del abismo, y el Espíritu de Dios se movía sobre la faz de las aguas.(Reina-Valera 1960)

la tierra era una masa caótica y las tinieblas cubrían el abismo, mientras un viento impetuoso sacudía la superficie de las aguas. (La Palabra, 2010)

Las expresiones traducidas como Espíritu Santo (Hagios Pneumatos) y Espíritu de Dios (pneuma ho Theos) fueron particularmente debatidas en las polémicas teológicas.
La diferenciación o identificación entre los conceptos de alma y espíritu enfrenta a dicotomistas y tricotomistas, y la de ambos con el de cuerpo, con los monistas.

## Renacimiento
El término reaparece en autores renacentistas de creencias mágicas y ocultistas, como Agripa de Nettesheim, Paracelso y Giordano Bruno, quienes entienden el pneuma como el instrumento del que se sirve la divinidad para influir sobre las acciones humanas.